# RICEの法則
RICEの法則（ライスのほうそく）とは身体が傷害を負った際に早急に執るべき応急処置における法則の事である。
1970年代末、アメリカで提唱され始めた。
Rは「Rest」（安静）、Iは「Icing」（冷却）、Cは「Compression」（圧迫）、Eは「Elevation」（挙上―持ち上げておく）の頭文字をとったものである。これらは医学的な根拠から傷害を負った際に出来る限り患部の炎症や出血を抑えるための方法である。病院などの医療機関での診断を受けるまでは出来る限りRICEに則った措置を執る事が推奨されている。

## 根拠
R：安静
出血などの傷害を負ってしまった際に患部周辺の関節や筋肉が運動することによって、血行が促進され、脈拍の上昇と共に出血が酷くなる危険性があるからである。
I：冷却
傷害を負った部位は細胞レベルで傷つき、そのままでは炎症が広がる状態に置かれやすい。それを防止するために氷や水などを衛生的な状態で利用し、充血で促進される炎症での細胞破壊拡散を防ぐのである。不衛生な水は感染の可能性があるため、アイシングには適さない。アイシングとは、患部の局所循環を抑えることを目的にしているので、コールドスプレーや氷による冷やし過ぎ（局所循環の極端な低下）に注意が必要である。
C：圧迫
出血などの外傷で損傷した患部の血管などは、場合によっては出血がとまらない可能性が存在する。そのため、患部周辺または上流部分の動脈を圧迫し、一時的に血流量を落とすことによって血小板による血管修復のペースを出血量が上回らないようにするためである。方法としてはタオルなどの清潔な布を患部に巻き、固定するためにスパナやレンチのような金具を利用して絡め捻って締め、定期的に圧迫を緩めるのが理想的である。
E：挙上
出血などの外傷で損傷してしまった部位を心臓の位置よりも高く挙上することにより、重力によって出血量が減る効果を期待するためである。脚部などを損傷した場合は随意的に挙上するのではなく、椅子や台など安定したものを利用し、挙上した状態での安静を維持しておく事が重要である。